# Dichagyris rosinans
Dichagyris rosinans är en fjärilsart som beskrevs av Lucas 1955. Dichagyris rosinans ingår i släktet Dichagyris och familjen nattflyn. Inga underarter finns listade i Catalogue of Life.